# Meredith Michaels-Beerbaum
Meredith Michaels-Beerbaum (* 26. Dezember 1969 in Los Angeles, Kalifornien) ist eine deutsch-US-amerikanische Springreiterin. Die vierfache Deutsche Meisterin errang bei den Weltreiterspielen und den Europameisterschaften bisher vier Goldmedaillen sowie bei den Olympischen Spielen 2016 in Rio de Janeiro die Bronzemedaille mit der Mannschaft.

## Familie und Ausbildung
Meredith Michaels-Beerbaum ist die Tochter des Regisseurs Richard Michaels und der Schauspielerin Kristina Hansen. Mit sieben Jahren lernte sie reiten. Sie studierte Politikwissenschaften an der Princeton University, bevor sie 1991 zum Reittraining bei Paul Schockemöhle nach Deutschland kam. Am 5. Juni 1998 heiratete sie den Springreiter Markus Beerbaum und nahm vier Wochen später die deutsche Staatsbürgerschaft an. 2010 wurde ihre gemeinsame Tochter geboren.

## Sportliche Karriere
Meredith Michaels-Beerbaum hatte ihren internationalen Durchbruch mit dem nur 1,59 m großen Hengst Quick Star, der im Alter von 29 Jahren Ende August 2011 verstarb. Mit diesem gewann sie sowohl ihren ersten Großen Preis (1989 in Wellington (Florida)) als auch später internationale Große Preise in Europa. Sie war 1999 die erste Frau, die für ein deutsches Championatsteam nominiert wurde. Mit ihrem damaligen Top-Pferd Stella gewann sie als beste deutsche Teilnehmerin mit ihrer Equipe bei den Europameisterschaften in Hickstead die Goldmedaille.
Des Weiteren war sie auch die erste Frau, die die Weltrangliste der Springreiter anführte (Dezember 2004). Sie kam im Jahr 2004 in die Schlagzeilen, als kurz vor den Olympischen Spielen in Athen bei ihrem Pferd Shutterfly bei den B-Proben während des Weltcupfinales in Mailand Reste eines Beruhigungsmittels gefunden wurden und sie deshalb für die Spiele nicht nominiert wurde. Im November 2005 wurde sie freigesprochen. Danach begann ihr großer sportlicher Siegeszug: 2006 war sie als erste Frau Mitglied einer deutschen Springerequipe beim Mannschafts-Springen einer Weltmeisterschaft und gewann dort mit der Mannschaft die Bronzemedaille. Sie schaffte als einziges Mitglied der deutschen Equipe den Einzug ins Finale der besten vier Reiter mit Pferdewechsel. Dort legte sie auf allen Pferden eine fehlerfreie Runde vor, hatte dann aber im Stechen um die Medaillen mit ihrem nervösen Pferd Shutterfly einen Abwurf und gewann somit die Bronzemedaille.
Ihren bisher größten Einzelerfolg feierte sie am 19. August 2007, als sie mit Shutterfly bei der Europameisterschaft in Mannheim nach Silber im Teamspringen die Goldmedaille in der Einzelwertung gewann.
Im September 2009 unterbrach Meredith Michaels-Beerbaum ihre sportliche Karriere aufgrund ihrer Schwangerschaft. Mitte April 2010 beschloss die FEI eine Änderung bezüglich des Weltranglistenreglements. Michaels-Beerbaum, die als erste von dieser Regelung profitierte, verlor während der Schwangerschaftspause nun nicht mehr alle Weltranglistenpunkte, die älter als ein Jahr sind, sondern behielt diese zu 50 %. Somit rückte sie im April 2010 von Rang 31 auf Rang 20 in der Weltrangliste vor. Meredith Michaels-Beerbaum verzichtete auf die Teilnahme am Weltcupfinale Mitte April 2010, da sie sich nach der Schwangerschaftspause noch nicht in der entsprechenden Verfassung für eine Veranstaltung mit entsprechend starker Konkurrenz fühlte. Stattdessen startete sie zunächst auf einem nationalen Turnier und feierte ihr internationales Comeback mit dem Sieg im Großen Preis von Hagen a.T.W. (CSI 3*) mit Checkmate.
Im Jahr 2010 war sie erneut Teil der deutschen Mannschaft bei den Weltreiterspielen in Lexington (Kentucky), wo sie mit Checkmate mit der deutschen Mannschaft die Goldmedaille gewann. Nachdem sie 2011 ihr Erfolgspferd Shutterfly aus dem Sport verabschiedete, widmete sie sich vermehrt der Einführung ihrer Nachwuchspferde in den internationalen Turniersport.
Nach einem dritten Platz im Großen Preis von Aachen mit ihrer neunjährigen Stute Bella Donna wurde sie als Ersatzreiterin für die Olympischen Spiele 2012 nominiert. Eine Woche vor den Spielen fiel Philipp Weishaupts Pferd Monte Bellini krankheitsbedingt aus, daraufhin rückte Michaels-Beerbaum mit Bella Donna in die Mannschaft nach.
Während Anfang 2014 ihr Spitzenpferd Bella Donna verkauft wurde, erwarben ihre Sponsoren im selben Jahr den 9-jährigen Wallach Fibonacci, den sich Meredith Michaels-Beerbaum zu ihrem neuen Championspferd aufbaute. Mit Atlanta und Fibonacci gehörte Michaels-Beerbaum zur Longlist für die Weltreiterspiele 2014, wurde letztlich jedoch nicht nominiert. Im Folgejahr hingegen konnte sie den Springausschuss mit ihren Leistungen überzeugen und wurde mit Fibonacci für die Europameisterschaften in Aachen nominiert, wo sie mit der Mannschaft die Silbermedaille errang. Ebenso im Jahr 2015 war sie mit Fibonacci Teil der deutschen Mannschaft bei Nationenpreisfinale in Barcelona.
Mitte Juni 2016 wurde die Longlist für die Olympischen Spiele in Rio de Janeiro aufgestellt, auf der Michaels-Beerbaum mit Fibonacci zur Gruppe der fünf Reiter gehörte, die die besten Aussichten auf eine Olympiateilnahme hatten. Beim CHIO Aachen war sie Teil der siegreichen Nationenpreismannschaft, dennoch wurde sie mit Fibonacci nur als Ersatzreiterin für die Olympischen Spiele ausgewählt. Wenige Wochen nach Aachen war sie Teil der Nationenpreismannschaft in Hickstead, wo sie mit zwei fehlerfreien Ritten Deutschland mit zum Sieg verhalf. Dieser Sieg sicherte den Verbleib in der Europa-Liga 1.
Im Juli 2016 war sie in der Springreiter-Weltrangliste an 21. Stelle gereiht.
Am 17. August 2016 konnte sie ihre erste olympische Medaille gewinnen: Nachdem sich das Pferd Cornado von Marcus Ehning im Training vertreten hatte, rückte Michaels-Beerbaum nach und gewann zusammen mit Daniel Deußer, Christian Ahlmann und ihrem Schwager Ludger Beerbaum Bronze im Stechen gegen die kanadische Mannschaft.

## Erfolge
- Olympische Spiele:

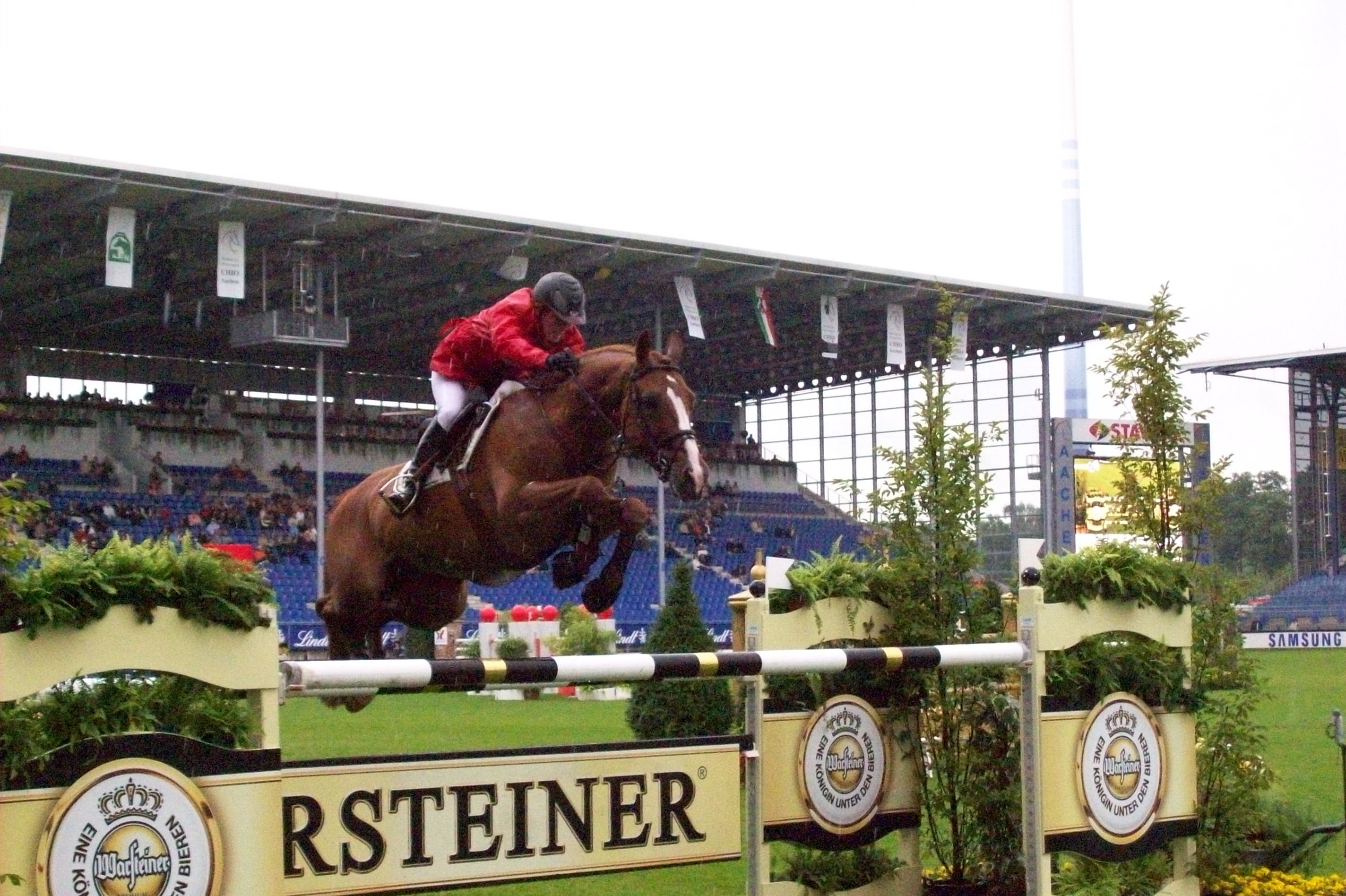
Meredith Michaels-Beerbaum mit Le Mans beim CHIO Aachen 2007

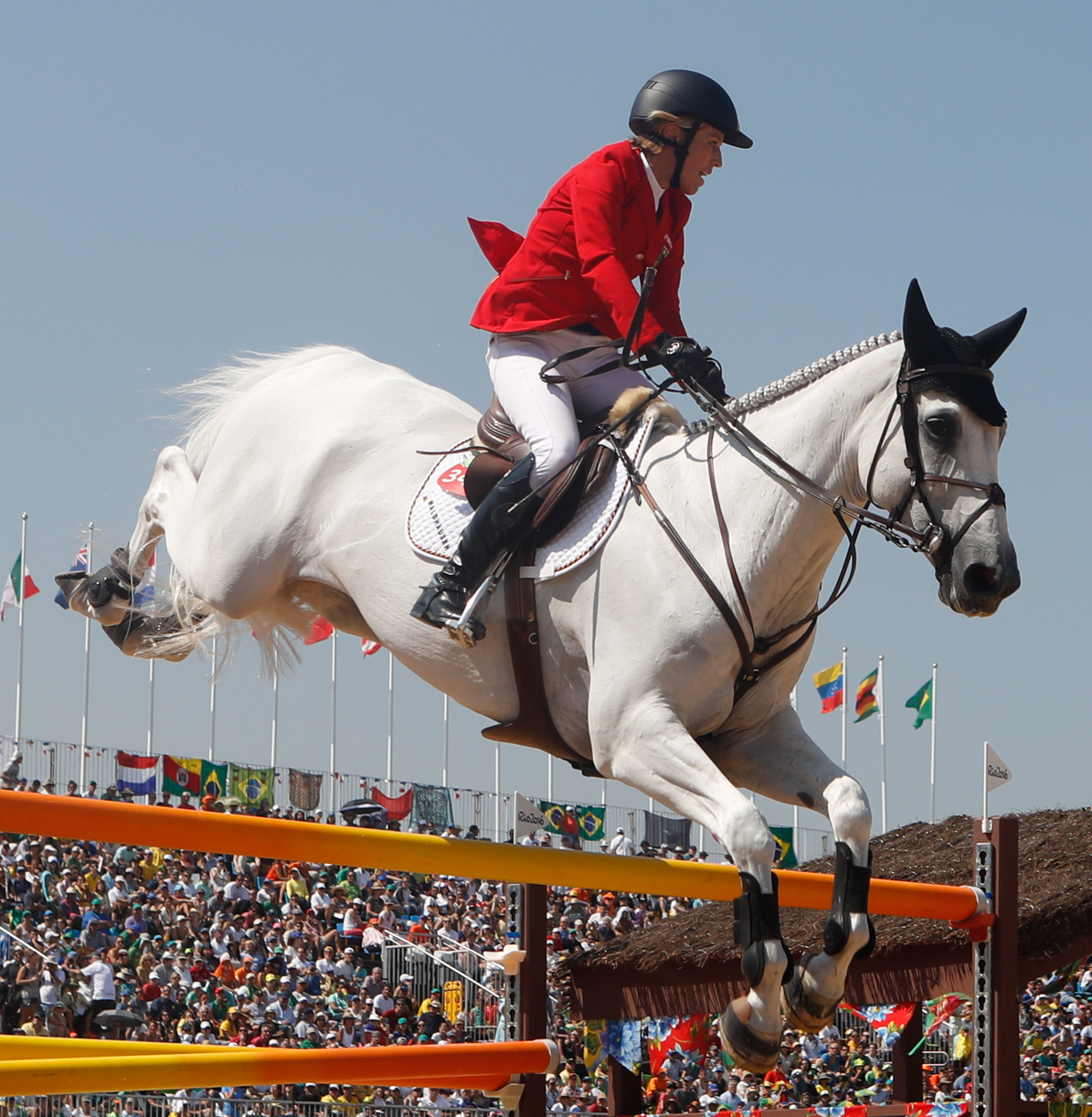
Meredith Michaels-Beerbaum mit Fibonacci bei den Olympischen Sommerspielen 2016

  - 2008 in Hongkong: 4. Platz Einzel auf Shutterfly
  - 2012 in London: 10. Platz Mannschaft, 23. Platz Einzel auf Bella Donna
  - 2016 in Rio de Janeiro: Bronzemedaille Mannschaft auf Fibonacci
- Weltreiterspiele:
  - 2006 in Aachen: Bronzemedaille Mannschaft, Bronzemedaille Einzel auf Shutterfly
  - 2010 in Lexington: 30. Platz Einzel und Goldmedaille Mannschaft auf Checkmate
- Europameisterschaften:
  - 1999: in Hickstead: 9. Platz Einzel und Goldmedaille Mannschaft auf Stella
  - 2005: in San Patrignano: 9. Platz Einzel und Goldmedaille Mannschaft auf Checkmate
  - 2007: in Mannheim: Goldmedaille Einzel und Silbermedaille in der Mannschaftswertung auf Shutterfly
  - 2009: in Mannheim: 9. Platz Einzel und Bronzemedaille in der Mannschaftswertung auf Checkmate
  - 2015 in Aachen: 8. Platz Einzel und Silbermedaille in der Mannschaftswertung auf Fibonacci
- Weltcupfinale:
  - 2004: in Mailand: 2. Platz auf Shutterfly
  - 2005: in Las Vegas: 1. Platz auf Shutterfly
  - 2008: in Göteborg: 1. Platz auf Shutterfly
  - 2009: in Las Vegas: 1. Platz auf Shutterfly
- Deutsche Meisterschaften:
  - 1998: Bronze in der Damenwertung
  - 1999: Gold in der Damenwertung
  - 2001: Gold in der Damenwertung auf Shutterfly
  - 2002: Silber in der Damenwertung und 5. Platz in der Herrenwertung
  - 2004: 4. Platz in der Damenwertung und Bronze in der Herrenwertung
  - 2005: 4. Platz in der Herrenwertung
  - 2008: Gold in der Herrenwertung auf Checkmate[10]
  - 2010: Gold in der Herrenwertung auf Checkmate[11] und Silber in der Damenwertung auf Le Mans[12]
- Riders-Tour-Gesamtwertung (Rider of the Year)
  - 2001: 3. Platz Goldzack Riders Tour
  - 2002: 3. Platz Riders Tour-Gesamtwertung
  - 2004: 1. Platz Riders Tour-Gesamtwertung
  - 2005: 1. Platz Riders Tour-Gesamtwertung
  - 2006: 2. Platz Riders Tour-Gesamtwertung
  - 2007: 1. Platz Riders Tour-Gesamtwertung
  - 2013: 4. Platz Riders Tour-Gesamtwertung
- weitere:
  - 1 × Siegerin im Großen Preis von Aachen (2005 auf Shutterfly)
  - 2 × Siegerin im Top-Ten-Finale, Prüfung der 10 besten Reiter der Weltrangliste, in Genf (2004, 2006 auf Shutterfly)
  - 1 × Siegerin im Preis von Europa (2011 auf Shutterfly)
  - 1 × Siegerin im Thermal $1 Million Grand Prix (2013 auf Bella Donna)
- Auszeichnungen:
  - Sport-Bambi 2005
  - Silbernes Lorbeerblatt 2008

## Pferde

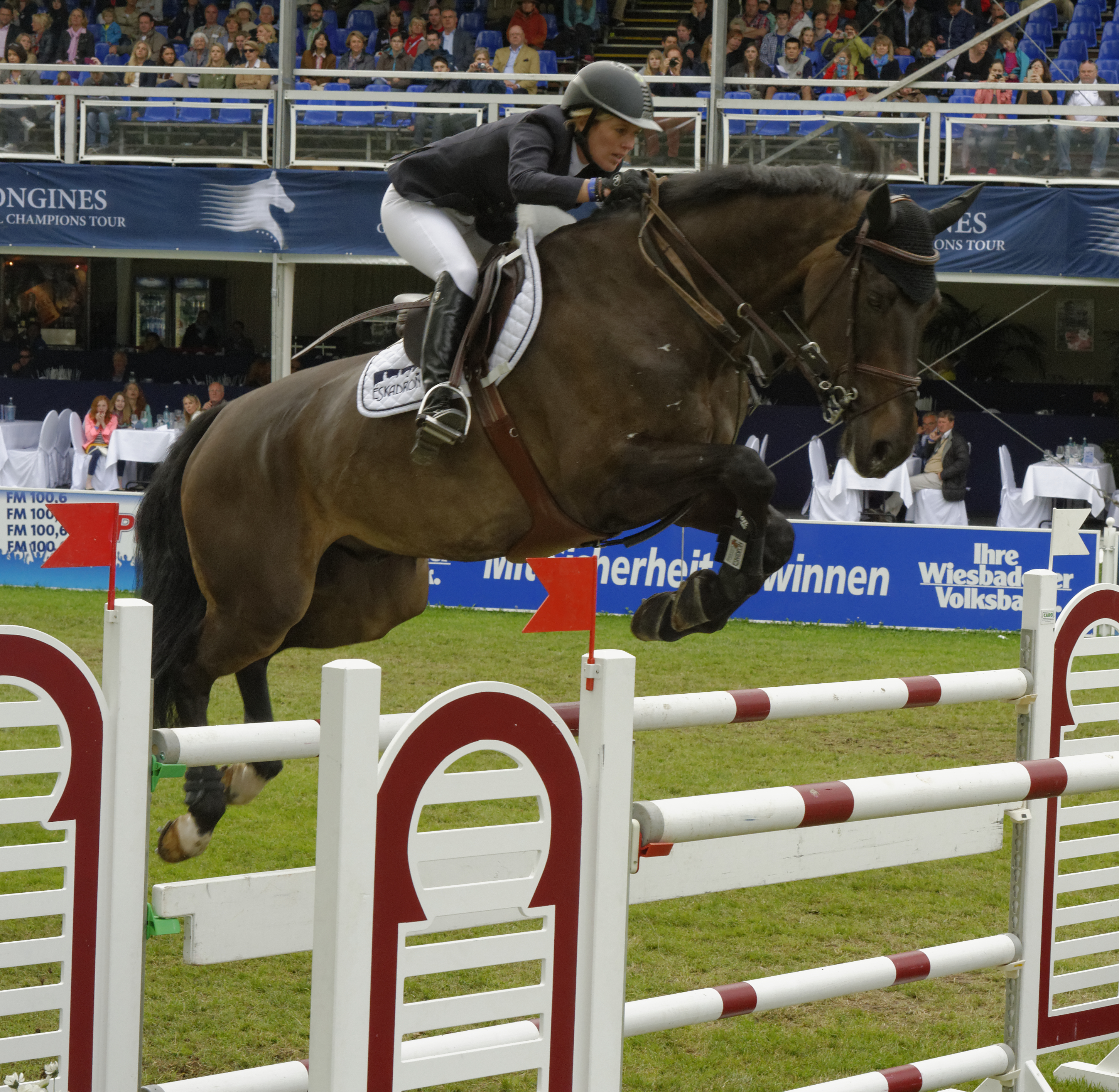
Meredith Michaels-Beerbaum mit Unbelivable beim Internationalen PfingstTurnier Wiesbaden 2013 CSI 5*

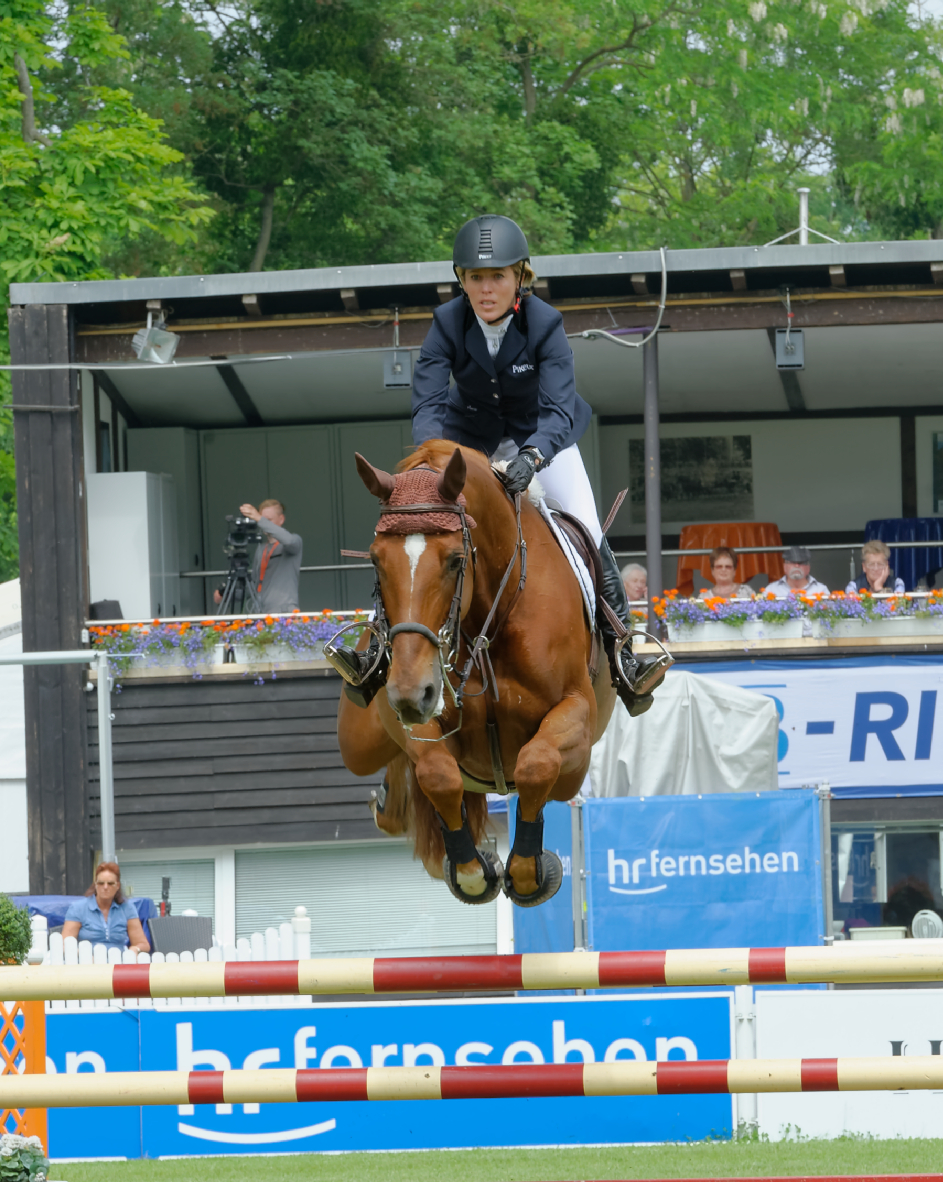
Meredith Michaels-Beerbaum auf Tequila de Lile beim CSIYH* in Wiesbaden 2015

### Ehemalige Sportpferde
- Quick Star (* 1982; † 2011), brauner Selle Français-Hengst, Vater: Galoubet A, Mutter: Stella v. Nithard AA, später von Nick Skelton geritten[13]
- Stella 153 (* 1989; † 2017), dunkelbraune Stute Amerikanisches Warmblut, Vater: Quick Star, Muttervater: Wilson, aus dem Sport verabschiedet
- Shutterfly (* 1993; † 2023, ursprünglich Stuwwelpeter), dunkelbrauner Hannoveraner Wallach, Vater: Silvio I, Muttervater: Forest xx, beim CHIO Aachen 2011 nach seinem Sieg im „Preis von Europa“ aus dem Sport verabschiedet[14]
- Checkmate 4 (* 1995; † 2025, ursprünglich Carpaccio), dunkelbrauner Hannoveraner Wallach, Vater: Contender, Muttervater: Pik Bube II, im Oktober 2015 in Pension gegangen
- Le Mans 8 (* 1995), Zweibrücker Fuchswallach, Vater: Leubus, Muttervater: Landadel[15], zuletzt im August 2010 im Sport eingesetzt
- Kismet 50 (* 2001, ursprünglicher Name: Benedicte), BWP-Dunkelfuchs-Stute, Vater: Kannan, Muttervater: Furioso II, ab 2012 von Raymond Texel geritten[16]
- Bella Donna 66 (* 2003), dunkelbraune Holsteiner Stute, Vater: Baldini II, Muttervater: Calido I, Anfang 2014 nach Katar verkauft[17]
- Fibonacci 17 (* 2005, ursprünglicher Name: Fendi), SWB-Schimmelwallach, Vater: For Feeling, Muttervater: Corland; bis April 2014 von Stephanie Holmén und Lisen Fredricson geritten, ab April 2017 von Lillie Keenan geritten[18][19]
- Unbelievable 5 (* 2001), brauner KWPN-Wallach, Vater: Manhattan, Muttervater: Democraat, zuletzt im Oktober 2016 von Markus Beerbaum im Sport eingesetzt
- Malou 60 (* 2004), SWB-Schimmelstute, Vater: Maloubet de Pleville, Muttervater: Carthago, zuletzt im Oktober 2014 von Markus Beerbaum im Sport eingesetzt
- Just Do It 8 (* 1987; † 2009), brauner KWPN-Hengst, Vater: Jasper, Muttervater: Garant
- Leena (* 1992; † 2013, ursprünglich Lilabub), braune Oldenburger Stute, Vater: Lord Liberty, Muttervater: Wendekreis
- Constantin 24 (* 1994; † 2019), brauner Holsteiner Wallach, Vater: Contender, Muttervater: Marlon xx
- Lady Weingard (* 1987; † 2017), braune Oldenburger Stute, Vater: Landadel, Muttervater: Weinstern
- Charmed 2 (* 2008), Hannoveraner Dunkelfuchsstute, Vater: Chacco-Blue, Muttervater: Plural, zuletzt im Oktober 2018 von Markus Beerbaum im internationalen Sport eingesetzt
- I`m Blue (* 2013), dunkelbrauner KWPN-Wallach, Vater: den Ham Blue R, Muttervater: Warrant, seit September 2024 von Abbie Sweetnam geritten
- Helene 36 (* 2015), braune Holsteiner Stute, Vater: Cannavaru, Muttervater: Casall Ask, seit November 2023 von Sofia-Linet Karaduman geritten

## Politisches Engagement
Im Dezember 2009 wurde Michaels-Beerbaum als Testimonial für die wirtschaftsliberale Initiative Neue Soziale Marktwirtschaft aktiv. Sie engagierte sich im Rahmen einer PR-Kampagne für die Aussage „Soziale Marktwirtschaft macht's besser... weil sie mit Einsatz und Fairplay große Sprünge ermöglicht.“